# Dave Hereora

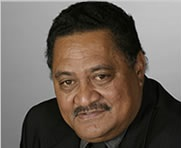
Dave Hereora (2008)

David Murray Hereora (* 9. August 1956; † 5. August 2014) war ein neuseeländischer Māori-Gewerkschafter und Politiker der Labour Party. Er war List MP für die Labour Party von 2002 bis 2008.

## Biografie
Hereora war Arbeiter bei Affco Meatworks und wurde Gewerkschaftsorganisator.
Obwohl er die Parlamentswahl 2002 im Wahlkreis Clevedon gegen Judith Collins (National) gewann, trat er als List MP ins Parlament ein. Er war Māori-Vizevorsitzender der Labour Party. Bis 2008 war er Vorsitzender des Māori Affairs Select Committee im Parlament.
Nachdem er das Parlament verlassen hatte, arbeitete er als Gewerkschaftsorganisator bei der Service & Food Workers Union und war besonders bei den Mediationsverhandlungen in der Griffin Food-Fabrik in Papakura aktiv.
Hereora war mit Faith Hereora verheiratet und hatte sechs Kinder.
Hereora starb mit 57 Jahren am 5. August 2014. David Cunliffe, der damalige Leader der Labour Party, sagte, dass Hereora „sein Leben dem Kampf für die Niedriglohnarbeiter gewidmet“ habe.